# Schiavon
Schiavon (venetianisch Sćiaón) ist eine nordostitalienische Gemeinde (comune) mit 2618 Einwohnern (Stand 31. Dezember 2023) in der Provinz Vicenza in Venetien.

## Geographie
Schiavon befindet sich etwa 30 Kilometer südlich der Dolomiten in Venetien. Etwa 18 Kilometer südwestlich liegt Vicenza, knapp 6 Kilometer nordöstlich Bassano del Grappa.

## Gemeindepartnerschaft

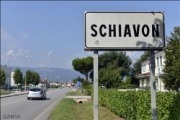
Eintritt in Schiavon

Schiavon unterhält eine Partnerschaft mit der brasilianischen Gemeinde Monte Belo do Sul im Bundesstaat Rio Grande do Sul.

## Persönlichkeiten
- Pietro Parolin (* 1955), Kardinalstaatssekretär, vormals Nuntius in Venezuela

## Verkehr
Durch die Gemeinde führt die frühere Strada Statale 248 Schiavonesca-Marosticana von Vicenza nach Susegana.